# Кім Сон Джу
Кім Сон Джу (кор. 김성주; Sungjoo Kim; народилася в 1956 році в Тегу, Корея) — корейська підприємиця. Засновниця, голова правління та головна перспективна директор Sungjoo Group (заснована в 1990 році) і MCM Holding AG. У 2005 році Sungjoo Group придбала MCM Holding AG, німецький бренд моди класу люкс, заснований у Мюнхені в 1976 році.
У 1997 році Всесвітній економічний форум у Давосі назвав Кім глобальною лідеркою завтрашнього дня, а в 2009 році вона від уряду ЄС отримала премію «Етика в бізнесі». У 2012 включена до списку 50 найкращих азійських підприємиць за версією Forbes, визнана однією з 25 найгарячіших генеральних директорів Азії за версією Fortune та запрошена Організацією Об’єднаних Націй взяти участь у «Innovation 101» на саміті Decide Now Act. Кім була співголовою комітету президентської кампанії Пак Кин Хе.
У 2014 році Кім була призначена президентом Корейського Червоного Хреста, стала першою жінкою на цій посаді. У 2015 році отримала почесний титул офіцерки Ордена Британської імперії (OBE) за її внесок у зміцнення двосторонніх зв'язків між Великою Британією та Республікою Корея.

## Опубліковані праці
- Kim Sung-joo (2000). Wake Up Call: A Beautiful Outcast. Seoul: Random House Joongang.
- Kim Sung-joo (2002). Corporate Responsibility and Attitudes Towards Women. У Frank-Jürgen Richter (ред.). Recreating Asia: Visions for a New Century. New York: John Wiley. ISBN 978-0470820858.

## Нагороди
- 1997: Всесвітній економічний форум «Глобальні лідери завтрашнього дня».
- 1999: «20 найвпливовіших міжнародних підприємиць» від Working Woman
- 2001: «7 найвпливовіших жінок Азії» від Asiaweek
- 2002: «Переможець великої премії «Гордість Кореї»» Корейської асоціації преси
- 2003: «Лідери нового століття» від CNN для The Best of Asia
- 2004: Біланц «75 найвпливовіших жінок світу».
- 2004: Премія «Жінка року» від Корейської національної ради жінок
- 2005: «Корейська жіноча лідерська нагорода» для молодого лідера від YWCA Korea
- 2007: «Дух азійської Америки» Гала-почесники AAFNY (Азійсько-американська федерація Нью-Йорку)
- 2007: «100 людей, щоб просвітити світ 2007» Корейської зеленої фундації
- 2008: «WLE Compass Award» від Women’s Leadership Exchange
- 2011: Доктор Honoris Causa від Business School Lausanne
- 2015: «Почесний офіцер Ордена Британської імперії»

## Зовнішні посилання
- Kim Sungjoo's official website
- MCM Worldwide official website